# Kotova špica
Il monte Kotova špica con 2.376 m s.l.m. è una cima della Catena Mangart-Jalovec.